# Infinitivul de la Go
Infinitivul de la Go (The Infinitive of Go, 1980) este un roman science fiction al scriitorului britanic John Brunner. A fost publicat pentru prima oară în Ballantine's Del Rey în  1980.  
Transmisia la distanță a materiei, temă abordată de John Brunner în romanul The Dreaming Earth (1963) i-a oferit autorului material interesant suficient pentru a inspira două încercări ulterioare de a continua publicarea unor lucrări de mare amploare, Rețelele infinitului (1974) și Infinitivul de la Go (1980).

## Prezentare
Romanul prezintă dezvoltarea unei tehnologii de teleportare. Aceasta funcționează făcând spațiul de la destinație "congruent" cu spațiul de la punctul de plecare. Orice obiect din spațiul de plecare apare automat la destinație. Numele "Postare" a fost inventat pentru această tehnică și a funcționat bine cu obiecte neînsuflețite.
Romanul se referă frecvent la numerele transfinite ale matematicianului Georg Cantor, precum și la teoria catastrofelor, popularizată în anii 1970.